# Mondharp

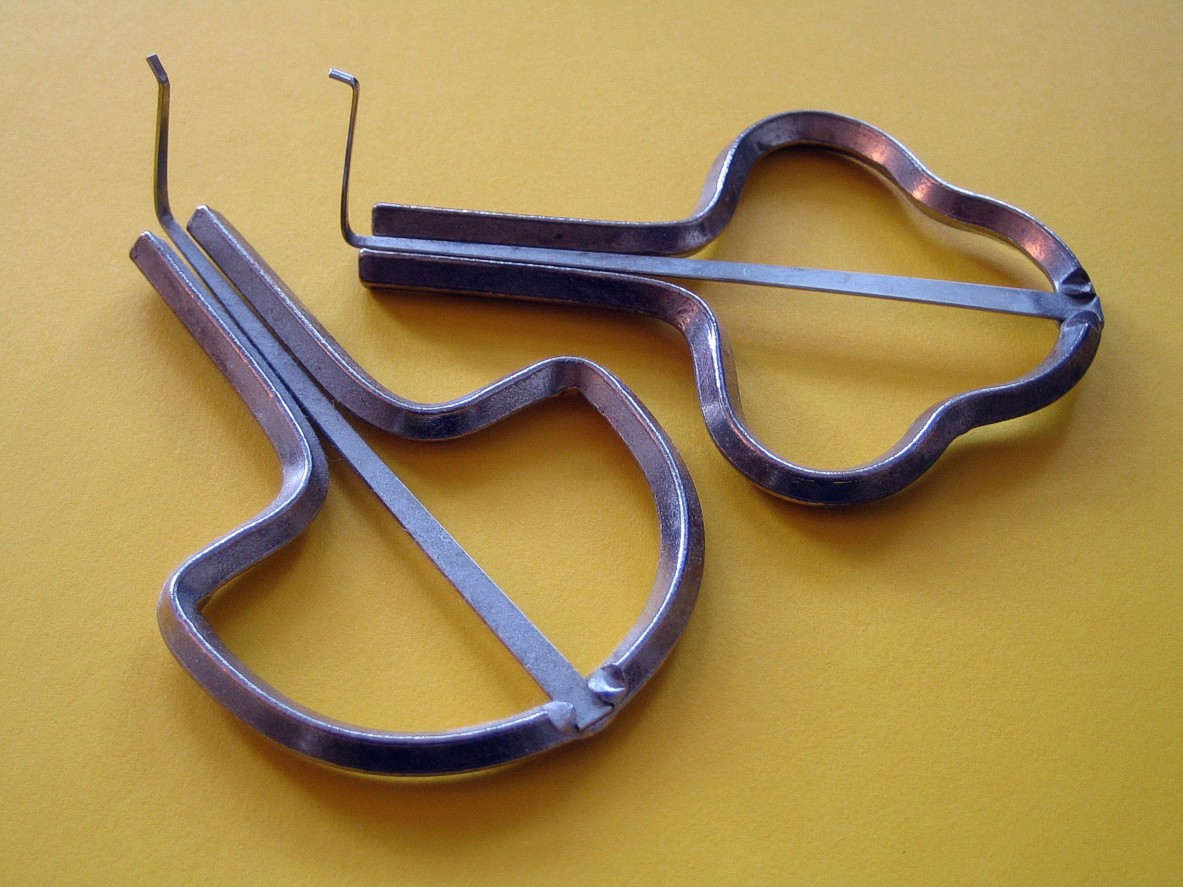
Twee mondharpen

De mondharp is een klein tokkelinstrument en lamellofoon waarbij de klank wordt gevormd door een dunne lamel aan te tokkelen terwijl het frame tussen de tanden of tegen de lippen wordt gehouden. Een mondharp wordt gemaakt van metaal, maar ook hout (bamboe) wordt wel gebruikt.
Met de ene hand wordt de dunste kant van het instrument geplaatst tegen de tanden of lippen, afhankelijk van het model, en met de andere hand wordt getokkeld. Het is ook mogelijk om met één hand zowel het frame tegen de tanden te houden als te tokkelen, maar dat is lastiger en er kunnen minder grote snelheden mee worden bereikt. De mondholte wordt als klankkast gebruikt, wat voor een zeer eigen klank zorgt. Men kan de klank veranderen door de vorm van de mond- en keelholte te wijzigen waarmee de formanten veranderen, daarmee de resonanties, en daarmee de klankkleur. De grondtoon van de mondharp blijft steeds dezelfde.
De mondharp kan gebruikt worden voor klankeffecten, maar er kunnen ook melodieën op gespeeld worden, die gebruikmaken van de boventonen, net zoals bij boventoonfluiten.

## Muziekvoorbeelden
In de volgende nummers is een mondharp te horen.
- Aphex Twin - "Logan Rock Witch" van het album Richard D. James Album
- Black Sabbath - "Sleeping Village"
- Leonard Cohen - op het album Songs from a Room
- Doe Maar - Sinds 1 dag of 2(32 jaar) van het album Skunk
- Go_A - "Шум" (Sjoem)
- Golden Earring - "Joe" van het album Bloody Buccaneers
- Guttermouth - "I'm Destroying the World"
- Korpiklaani - "Wooden Pint"
- Ennio Morricone - "For a Few Dollars More" uit de gelijknamige film van Sergio Leone
- Omnia - "Auta Luonto" van het album Crone of War
- Omnia - "Pagan Polska" van het album PaganFolk
- Red Hot Chili Peppers - "Give it Away" van het album Blood Sugar Sex Magik
- Snakes in Exile - "South Australia" van het album Second Skin
- The Who - "Join Together"
- The Zutons - "Nightmare Part II" van het album Who Killed the Zutons?
- Wardruna - "Bjarkan"

Ook in de klassieke muziek werd de mondharp gebruikt. Johann Georg Albrechtsberger (leraar van onder anderen Beethoven) componeerde minstens zeven concerti voor mondharp, mandora (een soort aartsluit) en strijkers.